# Chalo-Saint-Mars
Chalo-Saint-Mars település Franciaországban, Essonne megyében. Lakosainak száma 1042 fő (2022. január 1.). Chalo-Saint-Mars Boutervilliers, Chalou-Moulineux, Étampes, Guillerval, Mérobert, Plessis-Saint-Benoist, Saint-Hilaire és Congerville-Thionville községekkel határos.

## Népesség
A település népességének változása:
| Lakosok száma | 1165 | 1133 | 1123 | 1054 | 1044 | 1026 | 1020 | 1031 | 1042 |
|               | 2013 | 2015 | 2016 | 2017 | 2018 | 2019 | 2020 | 2021 | 2022 |